# Change (Miwa)
Change, reso graficamente come chAngE è un brano musicale della cantante giapponese Miwa, pubblicato come suo terzo singolo il 1º settembre 2010. Il singolo ha raggiunto la dodicesima posizione della classifica Oricon dei singoli più venduti in Giappone ed è rimasto in classifica per dodici settimane, vendendo oltre 20 000 copie. Il brano è stato utilizzato come dodicesima sigla dell'anime Bleach, dal duecentosessantaseiesimo al duecentonovantunesimo episodio.

## Tracce
CD Singolo SRCL-7359
1. Change - 4:07
2. You Can Do It! - 3:55
3. Amayadori (あまやどり?) - 4:01
4. Change (Instrumental) - 4:07

Durata totale: 16:20

## Classifiche
| Classifica (2008)                 | Posizione più alta |
| --------------------------------- | ------------------ |
| Billboard Billboard Japan Hot 100 | 12                 |
| Oricon weekly singles             | 8                  |
| RIAJ Digital Track Chart Top 100  | 4                  |